# Erol Seval
Erol Seval (* 20. November 1970 in Düsseldorf) ist ein deutscher Footballtrainer und ehemaliger -spieler.

## Laufbahn

### Spieler
Seval wechselte zum Spieljahr 1991 von der Mannschaft Düsseldorf Bulldozer zu den Red Barons Cologne in die Football-Bundesliga und 1992 innerhalb der Liga zu den Düsseldorf Panthern. Mit den Panthern gewann der in der Offensive Line eingesetzte Seval 1992, 1994 sowie 1995 die deutsche Meisterschaft sowie 1995 ebenfalls den Eurobowl. Er ging 1998 von Düsseldorf zu den Cologne Crocodiles, für die er noch ein Jahr in der höchsten deutschen Spielklasse auf dem Rasen stand.

### Trainer
Er war Mitglied des Trainerstabes mehrerer Mannschaften und bei diesen jeweils für die Betreuung der Offensive Line zuständig: 1999 arbeitete Seval diesbezüglich beim Zweitligisten Langenfeld Longhorns sowie ebenfalls bei den Düsseldorf Panthern. Für letztere Mannschaft war er zunächst bis zum Ende der Saison 2001 tätig, dann 2002 wieder in Langenfeld. 2003 brachte er sich in den Trainerstab des Essener Erstligisten Assindia Cardinals ein, dann von 2004 bis 2007 der Troisdorf Jets, denen in dieser Zeit der Sprung in die zweite Liga gelang. 2008 und 2009 war Seval wiederum Co-Trainer bei den Langenfeld Longhorns, es folgte abermals die Rückkehr zu den Düsseldorf Panthern, und zwar in den Jugendbereich (2013 und 2014). Im 2015er Spieljahr hatte er auch wieder Aufgaben in der Düsseldorfer Herrenmannschaft in der ersten Liga inne. 2016 gehörte Seval wieder dem Stab der Assindia Cardinals (mittlerweile zweite Liga) an.
Neben seiner Tätigkeit im Vereinsbereich war Seval darüber hinaus bei mehreren Turnieren Mitglied des Trainerstabs der deutschen Herrennationalmannschaft und dort ebenfalls mit der Betreuung der Spieler der Offensive Line betraut. Auf diese Weise trug er zum Gewinn des Europameistertitels 2001 sowie zum Erringen der Goldmedaille bei den World Games 2005 bei. Auch an EM-Silber 2005 sowie WM-Bronze 2003 und 2007 war Seval als Assistenztrainer der Auswahlmannschaft beteiligt.
Zwischen 2011 und 2015 war Seval des Weiteren Mitglied des Trainerstabs der U19-Jugendauswahl Nordrhein-Westfalens.
Gemeinsam mit Raphael Llanos-Farfan gründete er 2016 ein Unternehmen für Footballtraining. Nach fünfjähriger Zusammenarbeit beendet das Unternehmen Ende September 2021 seinen Betrieb. Seval setzte seine Tätigkeit als Trainingsanbieter ab Oktober 2021 unter dem Namen Coach Seval. Offensive Lineman Factory mit nahezu gleicher Aufgabenstellung fort.
Anfang November 2021 wurde Seval als Offensive-Line-Coach von Rhein Fire vorgestellt. Das Franchise war wenige Wochen zuvor als neues Team der European League of Football (ELF) ab der Saison 2022 bekanntgegeben worden.
Am 14. Oktober 2023 wurde Erol Seval in die Ruhmeshalle des American-Football-Verband Deutschland (AFVD) aufgenommen.